# Miles Mikolas
Miles Tice Mikolas (né le 23 août 1988 à Jupiter, Floride, États-Unis) est un lanceur de relève droitier des Cardinals de Saint-Louis en Ligues majeures de baseball.

## Carrière

### Padres de San Diego
Athlète évoluant à la Nova Southeastern University à Fort Lauderdale en Floride, Miles Mikolas est un choix de septième ronde des Padres de San Diego en 2009.
Il fait ses débuts dans le baseball majeur comme lanceur de relève pour les Padres le 5 mai 2012. Le 20 mai contre les Angels de Los Angeles, il remporte sa première victoire au plus haut niveau. Il termine son premier passage dans les grandes ligues avec une moyenne de points mérités de 3,62 en 32 manches et un tiers lancées pour les Padres, avec deux victoires et une défaite en 25 sorties en relève.
Il passe la majorité de la saison 2013 dans les ligues mineures et ne lance qu'une manche et deux tiers en deux parties pour San Diego. 

### Rangers du Texas
Le 25 novembre 2013, les Padres de San Diego échangent Mikolas et le voltigeur Jaff Decker aux Pirates de Pittsburgh contre le voltigeur des ligues mineures Alex Dickerson. Le 30 décembre suivant, les Pirates transfèrent Mikolas aux Rangers du Texas contre le joueur de premier but Chris McGuiness.
Le 25 août 2014, à son 10e départ de la saison pour les Rangers, Mikolas blanchit les Mariners de Seattle pendant 8 manches et ne leur accorde que 4 coups sûrs dans une victoire de 2-0. Il lance 57 manches et un tiers en 10 départs pour Texas en 2014. Il remporte deux victoires contre cinq défaites et affiche une moyenne de points mérité de 6,44. Il est libéré par le club en novembre suivant.